# (100514) 1997 AB24
(100514) 1997 AB24 es un asteroide perteneciente al cinturón de asteroides, descubierto el 15 de enero de 1997 por Andrea Boattini y el también astrónomo Andrea di Paola desde el Observatorio de Campo Imperatore, L'Aquila (Abruzzo), Italia.

## Designación y nombre
Designado provisionalmente como 1997 AB24.

## Características orbitales
1997 AB24 está situado a una distancia media del Sol de 2,379 ua, pudiendo alejarse hasta 2,947 ua y acercarse hasta 1,811 ua. Su excentricidad es 0,238 y la inclinación orbital 1,079 grados. Emplea 1340,83 días en completar una órbita alrededor del Sol.

## Características físicas
La magnitud absoluta de 1997 AB24 es 16,8.